# 1751
1751 (MDCCLI) byl rok, který dle gregoriánského kalendáře započal pátkem.

## Události
- 5. dubna – Po 31 letech vlády zemřel švédský král Frederik I. a na trůn nastoupil Adolf I. Fridrich.
- 21. srpna – Císařovna Marie Terezie vydala tzv. Ohňový patent, který stanovoval protipožární zásady pro domy, obce a hašení požárů. Stanovoval průlomové zásady požární ochrany, zejména stavbu domů z nehořlavých materiálů a vybavení vesnic zvoničkami s nepřetržitou „vartýřskou“ službou.
- 22. října – Zemřel místodržící Spojených provincií nizozemských Vilém IV. Oranžský a na jeho místo nastoupil syn Vilém V. Oranžský.
- 14. prosince – Marie Terezie založila ve Vídeňském Novém Městě na popud reformy maršála Leopolda Dauna Tereziánskou vojenskou akademii, aby modernizovala císařskou armádu a zlepšila vzdělání a výcvik vojáků.
- Na popud markýzy Madame de Pompadour byla v Paříži založena vojenská škola École Militaire pro vzdělávání a výcvik mladých vojáků, zejména synů ze zchudlých šlechtických rodin.

## Vědy a umění
- 5. prosince – Francouzský astronom Nicolas-Louis de Lacaille na mysu Dobré naděje pozoroval mlhovinu Tarantule, hvězdokupu 47 Tucanae a mnoho otevřených hvězdokup (NGC 4755).
- Švédský chemik Axel Fredrik Cronstedt objevil nikl při analýze mědiniklu (kupronikl, nickelin).
- Francouzský filozof Denis Diderot s dalšími encyklopedisty začali vydávat Encyklopedii aneb Racionální slovník věd, umění a řemesel. Encyklopedie měla shrnovat veškeré dosavadní lidské vědění a byla vydávána v 28 svazcích do roku 1772.

## Narození

### Česko
- 5. března
  - Jan Křtitel Kuchař, varhaník a skladatel († 18. února 1829)
  - Josef Karel Šíp, frýdecký kněz a historik († 6. ledna 1836)
- 8. března – Jan František Händl, kněz a barokní malíř (* 1691)
- 2. června – Karel Jan Rudzinsky, architekt, průzkumník Moravského krasu († 28. dubna 1818)
- 20. září – Josef Platzer, malíř a jevištní výtvarník († 4. dubna 1806)
- 9. listopadu – Martin Broulík, kantor a skladatel († 4. června 1817)
- 12. listopadu – Johann Nepomuk Grün, opat strahovského kláštera († 20. ledna 1816)
- 28. prosince – Josef Blažej Smrček, řádový hudebník a skladatel († po roce 1799)
- neznámé datum
  - Otto Steinbach z Kranichštejna, poslední opat kláštera ve Žďáru nad Sázavou († 1791 nebo 1815)
  - Ondřej Lehotský, evangelický kazatel († 1794)
  - Vilém Mundy, moravský podnikatel († 17. května 1805)

### Svět

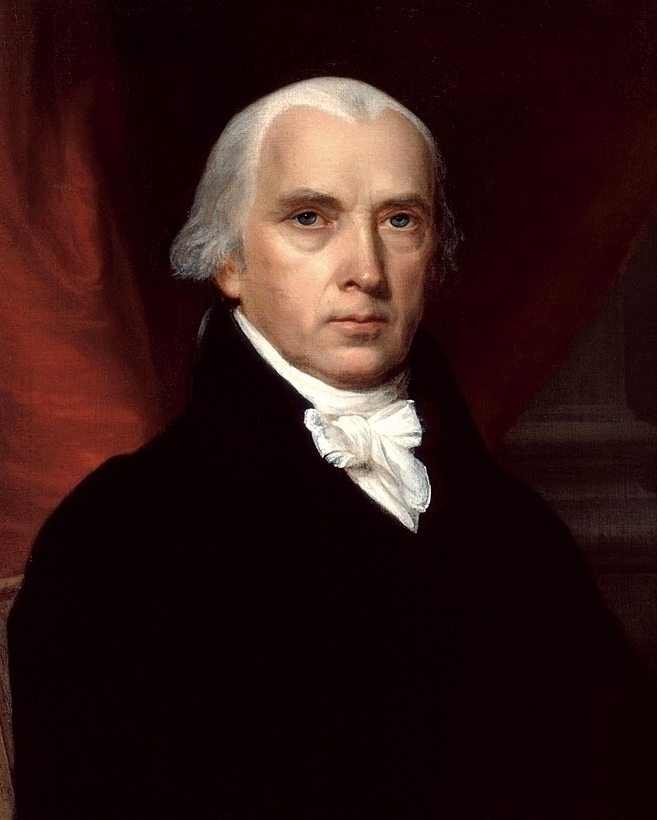
James Madison (* 16. března)

- 12. ledna – Ferdinand I. Neapolsko-Sicilský, první král Království obojí Sicílie († 4. ledna 1825)
- 18. ledna – Ferdinand Kauer, rakouský skladatel a dirigent moravského původu († 13. dubna 1831)
- 20. ledna – Ferdinand Parmský, parmský vévoda († 9. října 1802)
- 23. ledna – Jakob Michael Reinhold Lenz, německý spisovatel a básník († 4. června 1792)
- 29. ledna – Francis Osborne, 5. vévoda z Leedsu, britský státník, diplomat a šlechtic († 31. ledna 1799)
- 16. března – James Madison, čtvrtý prezident USA († 28. června 1836)
- 19. března – Marie Josefa Habsbursko-Lotrinská, rakouská arcivévodkyně, dcera Marie Terezie († 15. října 1767)
- 8. května – Henri d'Ormesson, francouzský politik († 12. dubna 1808)
- 12. července – Julie Billiart, francouzská řeholnice († 8. dubna 1816)
- 22. července – Karolina Matylda Hannoverská, britská princezna, dánská a norská královna († 10. května 1775)
- 30. července – Maria Anna Mozartová, sestra Wolfganga Amadea Mozarta († 29. října 1829)
- 7. srpna – Vilemína Pruská, pruská princezna († 9. června 1820)
- 17. srpna – Matvej Ivanovič Platov, ruský generál, ataman donských kozáků († 15. ledna 1818)
- 1. září – Emanuel Schikaneder, rakouský herec, pěvec, režisér a básník († 21. září 1812)
- 16. října – Frederika Luisa Hesensko-Darmstadtská, pruská královna († 25. února 1805)
- 26. října – Dmytro Bortňanskyj, ruský hudební skladatel († 10. října 1825)
- 9. prosince – Marie Luisa Parmská, parmská princezna, provdaná španělská královna († 2. ledna 1819)
- 19. prosince – Giuseppe Giordani, italský hudební skladatel († 4. ledna 1798)
- 26. prosince – Klement Maria Hofbauer, rakouský katolický kněz, světec, patron Vídně († 15. března 1820)

## Úmrtí

### Česko

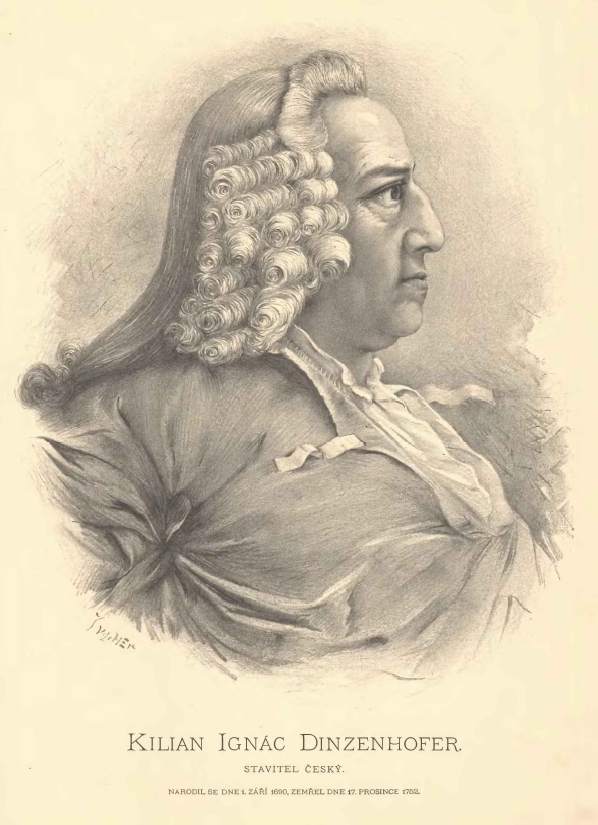
Kilián Ignác Dientzenhofer († 12. prosince)

- 3. února – Kristián David, moravský duchovní (* 17. února 1692)
- 8. března – Jan František Händl, malíř (* 1691)
- 8. července – Václav Špaček, barokní architekt a stavitel (* 1689)
- 2. prosince – Benno Löbl, břevnovský opat (* 15. srpna 1688)
- 12. prosince – Kilián Ignác Dientzenhofer, architekt (* 11. září 1689)

### Svět
- 17. ledna – Tomaso Albinoni, italský hudební skladatel (* 8. června 1671)
- 25. února – Georg Caspar Schürmann, německý barokní skladatel (* asi 1673)
- 20. března – Frederik Ludvík Hannoverský, britský princ (* 20. ledna 1707)
- 24. března – Ján Pálffy, uherský šlechtic, palatin, zemský soudce a chorvatský bán (* 20. srpna 1663)
- 25. března – Frederik I. Švédský, švédský král (* 28. dubna 1676)
- 20. května – Domènec Terradellas, španělský hudební skladatel (* 13. února 1711)
- 12. července – Jošimune Tokugawa, osmý šógun období Edo (* 27. listopadu 1684)
- 12. září – Marie Anna Karolína Neuburská, bavorská princezna (* 30. ledna 1693)
- 22. října – Vilém IV. Oranžský, nizozemský místodržící (* 1. září 1711)
- 11. listopadu – Julien Offray de La Mettrie, francouzský lékař a filosof (* 23. listopadu 1709)
- 30. listopadu – Jean-Philippe Loys de Chéseaux, švýcarský astronom (* 4. května 1718)
- 16. prosince – Leopold II. Maxmilián Anhaltsko-Desavský, německý askánský princ a vládce knížectví Anhalt-Dessau (* 25. prosince 1700)
- 19. prosince – Luisa Hannoverská, britská princezna a dánská královna (* 7. prosince 1724)

## Hlavy států
- Francie – Ludvík XV. (1715–1774)

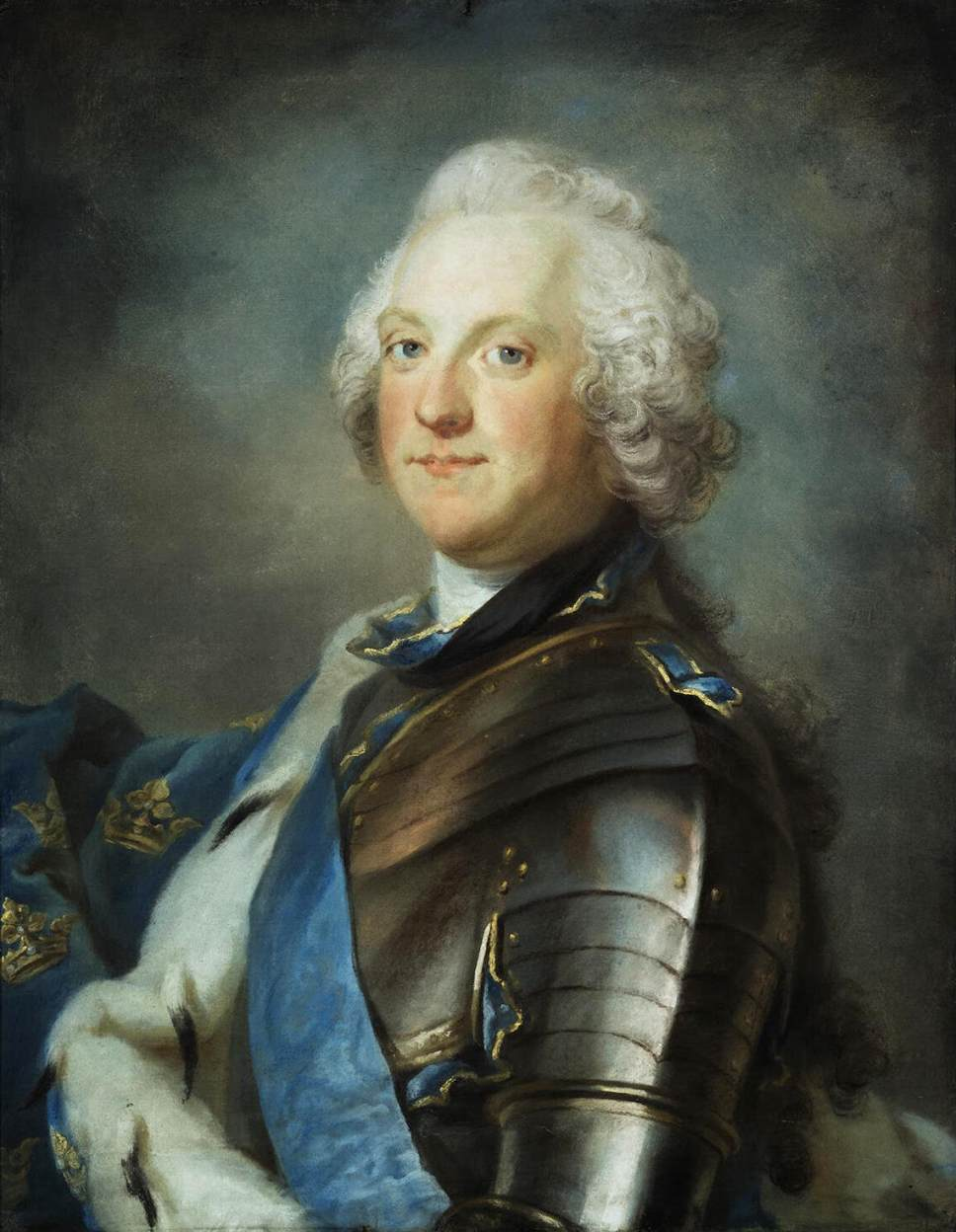
Švédským králem se stal Adolf I. Fridrich

- Habsburská monarchie – Marie Terezie (1740–1780)
- Osmanská říše – Mahmud I. (1730–1754)
- Polsko – August III. (1734–1763)
- Prusko – Fridrich II. (1740–1786)
- Rusko – Alžběta Petrovna (1741–1762)
- Španělsko – Ferdinand VI. (1746–1759)
- Švédsko – Frederik I. (1720–1751) / Adolf I. Fridrich (1751–1771)
- Velká Británie – Jiří II. (1727–1760)
- Svatá říše římská – František I. Štěpán Lotrinský (1745–1765)
- Papež – Benedikt XIV. (1740–1758)
- Japonsko – Momozono (1747–1762)
- Perská říše – Šáhruch